# Cirrhilabrus
Cirrhilabrus is een geslacht van straalvinnige vissen uit de familie van de lipvissen (Labridae). De wetenschappelijke naam van het geslacht werd in 1845 gepubliceerd door Coenraad Jacob Temminck & Hermann Schlegel.
Het geslacht is populair in aquaria vanwege de kleurenrijkdom. In het Nederlands taalgebied worden ze wel 'dwerglipvissen' genoemd. Er worden nog vrijwel jaarlijks nieuwe soorten beschreven. 
De lipvissen komen voor bij koraalriffen in Indische en Grote Oceaan.

## Soorten
- Cirrhilabrus adornatus Randall & Kunzmann, 1998
- Cirrhilabrus africanus Victor, 2016
- Cirrhilabrus apterygia Allen, 1983
- Cirrhilabrus aquamarinus Tea, Allen & Dailami 2021
- Cirrhilabrus aurantidorsalis Allen & Kuiter, 1999
- Cirrhilabrus balteatus Randall, 1988
- Cirrhilabrus bathyphilus Randall & Nagareda, 2002
- Cirrhilabrus beauperryi Allen, Drew & Barber, 2008
- Cirrhilabrus blatteus Springer & J. E. Randall, 1974
- Cirrhilabrus briangreenei Tea, Pyle & Rocha, 2020
- Cirrhilabrus brunneus Allen, 2006
- Cirrhilabrus cenderawasih Allen & Erdmann, 2006
- Cirrhilabrus chaliasi Tea, Allen & Dailami 2021
- Cirrhilabrus claire Randall & Pyle, 2001
- Cirrhilabrus condei Allen & Randall, 1996
- Cirrhilabrus cyanogularis Tea, Frable & Gill, 2018
- Cirrhilabrus cyanopleura Bleeker, 1851
- Cirrhilabrus earlei Randall & Pyle, 2001
- Cirrhilabrus efatensis Walsh, Tea & Tanaka, 2017
- Cirrhilabrus exquisitus Smith, 1957
- Cirrhilabrus filamentosus Klausewitz, 1976
- Cirrhilabrus finifenmaa Tea, Najeeb, Rowlett & Rocha, 2022
- Cirrhilabrus flavidorsalis Randall & Carpenter, 1980
- Cirrhilabrus greeni Allen & Hammer, 2017
- Cirrhilabrus humanni Allen & Erdmann, 2012
- Cirrhilabrus hygroxerus Allen & Hammer, 2016
- Cirrhilabrus isosceles Tea, Senou & Greene, 2016
- Cirrhilabrus joanallenae Allen, 2000
- Cirrhilabrus johnsoni Randall, 1988
- Cirrhilabrus jordani Snyder, 1904
- Cirrhilabrus katherinae Randall, 1992
- Cirrhilabrus katoi Senou & Hirata, 2000
- Cirrhilabrus laboutei Randall & Lubbock, 1982
- Cirrhilabrus lanceolatus Randall & Masuda, 1991
- Cirrhilabrus lineatus Randall & Lubbock, 1982
- Cirrhilabrus lubbocki Randall & Carpenter, 1980
- Cirrhilabrus lunatus Randall & Masuda, 1991
- Cirrhilabrus luteovittatus Randall, 1988
- Cirrhilabrus marinda Allen, Erdmann & Dailami, 2015
- Cirrhilabrus marjorie Allen, Randall & Carlson, 2003
- Cirrhilabrus melanomarginatus Randall & Shen, 1978
- Cirrhilabrus morrisoni Allen, 1999
- Cirrhilabrus nahackyi Walsh & Tanaka, 2012
- Cirrhilabrus naokoae Randall & Tanaka, 2009
- Cirrhilabrus punctatus Allen & Randall, 1989
- Cirrhilabrus pylei Allen & Randall, 1996
- Cirrhilabrus randalli Allen, 1995
- Cirrhilabrus rhomboidalis Randall, 1988
- Cirrhilabrus roseafascia Randall & Lubbock, 1982
- Cirrhilabrus rubeus Victor, 2016
- Cirrhilabrus rubrimarginatus Randall, 1992
- Cirrhilabrus rubripinnis Randall & Carpenter, 1980
- Cirrhilabrus rubrisquamis Randall & Emery, 1983
- Cirrhilabrus rubriventralis Springer & Randall, 1974
- Cirrhilabrus ryukyuensis Ishikawa, 1904
- Cirrhilabrus sanguineus Cornic, 1987
- Cirrhilabrus scottorum Randall & Pyle, 1989
- Cirrhilabrus shutmani Tea & Gill, 2017
- Cirrhilabrus solorensis Bleeker, 1853
- Cirrhilabrus squirei Walsh, 2014
- Cirrhilabrus temminckii Bleeker, 1853
- Cirrhilabrus tonozukai Allen & Kuiter, 1999
- Cirrhilabrus wakanda Tea, Pinheiro, Shepherd & Rocha, 2019
- Cirrhilabrus walindi Allen & Randall, 1996
- Cirrhilabrus walshi Randall & Pyle, 2001